# Dickie Dare
Dickie Dare est une bande dessinée américaine d'aventure créée par Milton Caniff pour le syndicate AP Newsfeatures. Lancé le 31 juillet 1933, c'est le premier comic strip imaginé par Caniff, qui l'abandonne en octobre 1934 pour se consacrer à Terry et les Pirates. Repris par Coulton Waugh (avec un intermède de Mabel Odin Burvik entre 1944 et 1947), il s'achève en octobre 1957.
Initialement, le personnage éponyme de Dickie Dare est un garçon d'une dizaine d'années passionné de littérature populaire. À chaque nouvel ouvrage, Dickie s'imagine entrer dans l'histoire et partager les aventures du héros. Il devient ensuite un vrai aventurier en accompagnant autour du monde Dan Flynn, un journaliste intrépide.

## Milton Caniff etDickie Dare
En 1932, Caniff monte à New York pour travailler chez Associated Press. Comme le travail qu'on lui a confié sur des séries déjà existantes (The Gay THirties et Gilfeather) donne satisfaction, les responsables du syndicate l'autorise à lancer Dickie Dare. En anglais, le verbe to dare signifie oser, avoir l'audace, et caractérise bien le jeune héros d'une dizaine d'années.
Œuvre de jeunesse du célèbre auteur américain, Dickie Dare est « une curiosité, une bande dessinée singulièrement fraîche et naïve de la part du créateur de Steve Canyon ou Male Call » qui fait cependant preuve « d'une maîtrise narrative et graphique déjà plus qu'impressionnante ». Une bonne part de l'humour de la série vient du décalage entre le contexte épique (les Mille et une nuits, le monde arthurien, etc.) et le registre populaire voire argotique que Dickie emploie, avec des anachronismes flagrants.
Pendant la première année de parution, Dickie s'immerge dans ses lectures au point d'oublier la réalité. L'aventure imaginaire qui s'ensuit permet de pasticher de façon plaisante la culture populaire. Les péripéties s'interrompent généralement lorsque Dickie se retrouve dans une situation sans issue. 
Le 11 mai 1934, Caniff introduit un nouveau personnage, Dan Flynn surnommé  "Dynamite Dan", un journaliste indépendant ami du père de Dickie. Dan permet à Dickie d'enfin vivre réellement ses aventures en lui faisant découvrir le monde. C'est sous cette forme plus classique que continue la série jusqu'en 1957.

## Autres auteurs
Quand en 1934, Milton Caniff abandonne ce strip, Coulton Waugh le reprend. Il est assisté par Mabel Burvik qui en 1944 prend totalement en charge le strip sous le nom d'Odin Burvik. Par la suite, Coulton Waugh et Mabel Burvik se marient.

## Albums
Seuls les strips de Caniff ont été réédités en anglais :
- The Complete Dickie Dare by Milton Caniff, Fantagraphics, 1986

De même, en France, seule une partie des strips de Caniff ont été réédités :
- Dickie Dare, vol. 1 : 1933-1934, Futuropolis, coll. « Copyright », 1983
  - Dans la Forêt de Sherwood (avec Robin des Bois)
  - Le Compagnon de Robinson Crusoé
  - Aladin et la Lampe Merveilleuse
  - Le Premier Noël, racontant la Nativité
  - La Dernière Bataille du Général Custer
  - Les Chevaliers de la Table ronde
  - Captain Kidd le Pirate

## Documentation
- Patrick Gaumer, « Dickie Dare », dans Larousse de la BD, Paris : Larousse, 2004, p. 232
- Bruno Lecigne, « Dickie Dare (vol. 1) », dans Les Cahiers de la bande dessinée n° 56, février-mars 1984, p. 59